# Klas Engman
Klas Sigfrid Engman, född 9 januari 1905 i Nordmalings församling i Västerbottens län, död 13 september 1977 i Hörnefors församling i Västerbottens län, var en svensk konstnär.
Han var son till hemmansägaren Per Anton Engman och Anna Lovisa Ericsson. Engman var som konstnär autodidakt och bedrev självstudier under en resa till Paris 1949. Separat ställde han ut i bland annat Umeå, Sundsvall, Malmö och på Galleri Welamson i Stockholm. Hans konst består av hemmamotiv, landskap och ladugårdsinteriörer i olja eller pastell. Engman är representerad vid Nationalmuseum och Institut Tessin i Paris.